# NGC 269
NGC 269 là một cụm sao mở trong Đám mây Magellan nhỏ. Nó nằm trong chòm sao Đỗ Quyên. Nó được phát hiện vào ngày 5 tháng 11 năm 1836 bởi John Herschel.